# Rhododendron beanianum
Rhododendron beanianum là một loài thực vật có hoa trong họ Thạch nam. Loài này được Cowan miêu tả khoa học đầu tiên năm 1938.